# Иоанн Креста
Иоа́нн Креста́ (также известен как Хуан де ла Крус и Иоа́нн Кре́стный, исп. Juan de la Cruz, при рождении Хуа́н де Йе́пес А́льварес, исп. Juan de Yepes Álvarez; 24 июня 1542, Фонтиверос, Королевство Кастилия, Королевство Кастилия и Леон — 14 декабря 1591[…], Убеда, Королевство Хаэн, Королевство Кастилия и Леон) — испанский католический священник, мистик и монах-кармелит происхождением из конверсо, католический святой, писатель и поэт. Реформатор ордена кармелитов. Он являлся главной фигурой Контрреформации в Испании и одним из тридцати шести учителей церкви.
Иоанн Креста особенно известен своими произведениями. Он был наставником и переписывался со старшей кармелиткой, Терезой Авильской. И его поэзия, и его исследования о развитии души считаются вершиной мистической испанской литературы и одними из величайших произведений всей испанской литературы. Он был канонизирован и объявлен Доктором Церкви папой Бенедиктом XIII в 1726 году. Церковь считает его «Мистическим Учителем».

## Биография

### Ранние годы и образование

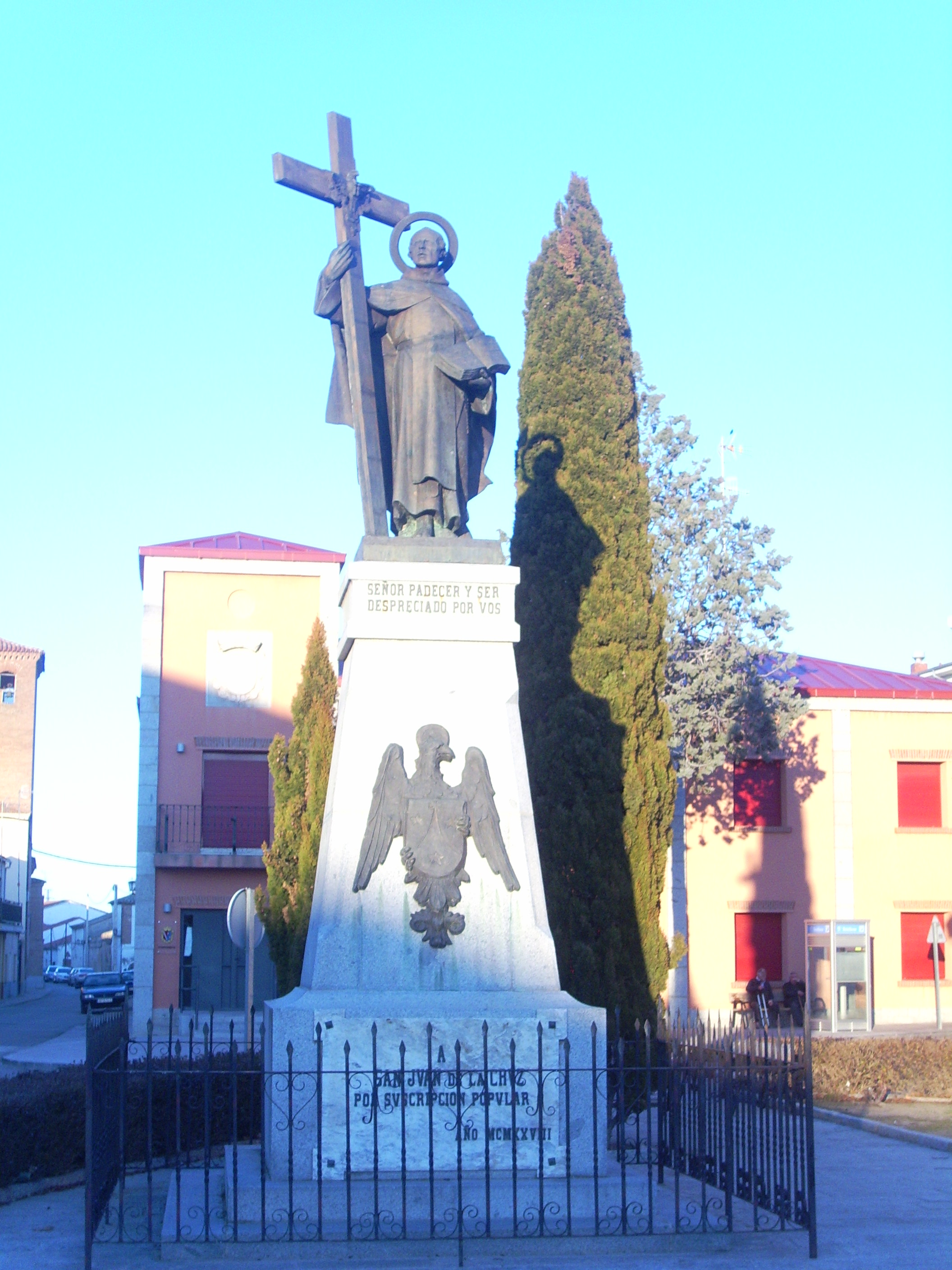
Статуи Иоанна Креста в Фонтиверосе, воздвигнутые в 1928 году по просьбам горожан

Он родился с именем Хуан де Йепес-и-Альварес в Фонтиверосе, Старая Кастилия, в семье конверсо (потомки евреев, обращенных в католицизм) в Фонтиверосе, недалеко от Авилы, города с населением около 2000 человек. Его отец, Гонсало, был бухгалтером у своих более богатых родственников, которые торговали шёлком. В 1529 году Гонсало женился на матери Хуана, Каталине, которая была сиротой из низшего сословия; его отвергла семья и он был вынужден работать с женой-ткачихой. Отец Хуана умер в 1545 году, когда Хуану было всего около трех лет. Будучи не в состоянии прокормить детей, Каталина с детьми отправилась пешком к родственникам мужа но, преодолев 200 миль, вернулась ни с чем. Единственное, чего она добилась, это согласие одного из них, врача в Гальвесе, усыновить старшего сына, душевнобольного двенадцатилетнего Франциско. Однако Франциско не смог ужиться с женой доктора, и его пришлось забрать обратно. Два года семья прожила в Фонтиверосе пока, возможно от голода, не умер старший брат Хуана, Луис. После этого Каталина, вместе с Хуаном и другим выжившим сыном Франциско переехала в поисках работы вначале в Аревало, в затем в 1551 году в Медина-дель-Кампо, где так же устроилась ткачихой.
В Медине Хуан стал посещать школу для 160 бедных детейисп. Colegio de la Doctrina, в основном сирот, чтобы получить начальное образование, в основном христианское. Их кормили, давали одежду и жильё. Мальчики в этом приюте также прислуживали на похоронах и обучались ремёслам. Поскольку Хуан продемонстрировал полную неспособность к ручному труду, он был принят аколитом в близлежащий августинский женский монастырь. Чуть позже он стал работать в местном госпитале, известном как el hospital de las bubas, в котором лечились больные сифилисом в последних стадиях. Усердие Хуана и его желание учиться было отмечено руководителем госпиталя, и юношу направили в школу недавно образованного ордена иезуитов. Там он обучался с 1559 по 1563 год латинской грамматике, истории и классической литературе. В 1568 году вступил в орден кармелитов, приняв имя Иоанн Святого Матфея (Fray Juan de San Matías).
В следующем 1564 году принял монашеский обет, после чего отправился в Саламанку, в университете которой изучал богословие и философию [14] Некоторые современные писатели утверждают, что это пребывание повлияло на все его более поздние произведения. Преподавателем в университете был Фрай Луис де Леон. Он преподавал библейские исследования (экзегетику, иврит и арамейский) в университете. Леон был одним из ведущих специалистов в области библейских исследований в то время и написал важный и неоднозначный перевод Песни Песней на испанский язык.

### Присоединение к Реформе Терезы Авильской

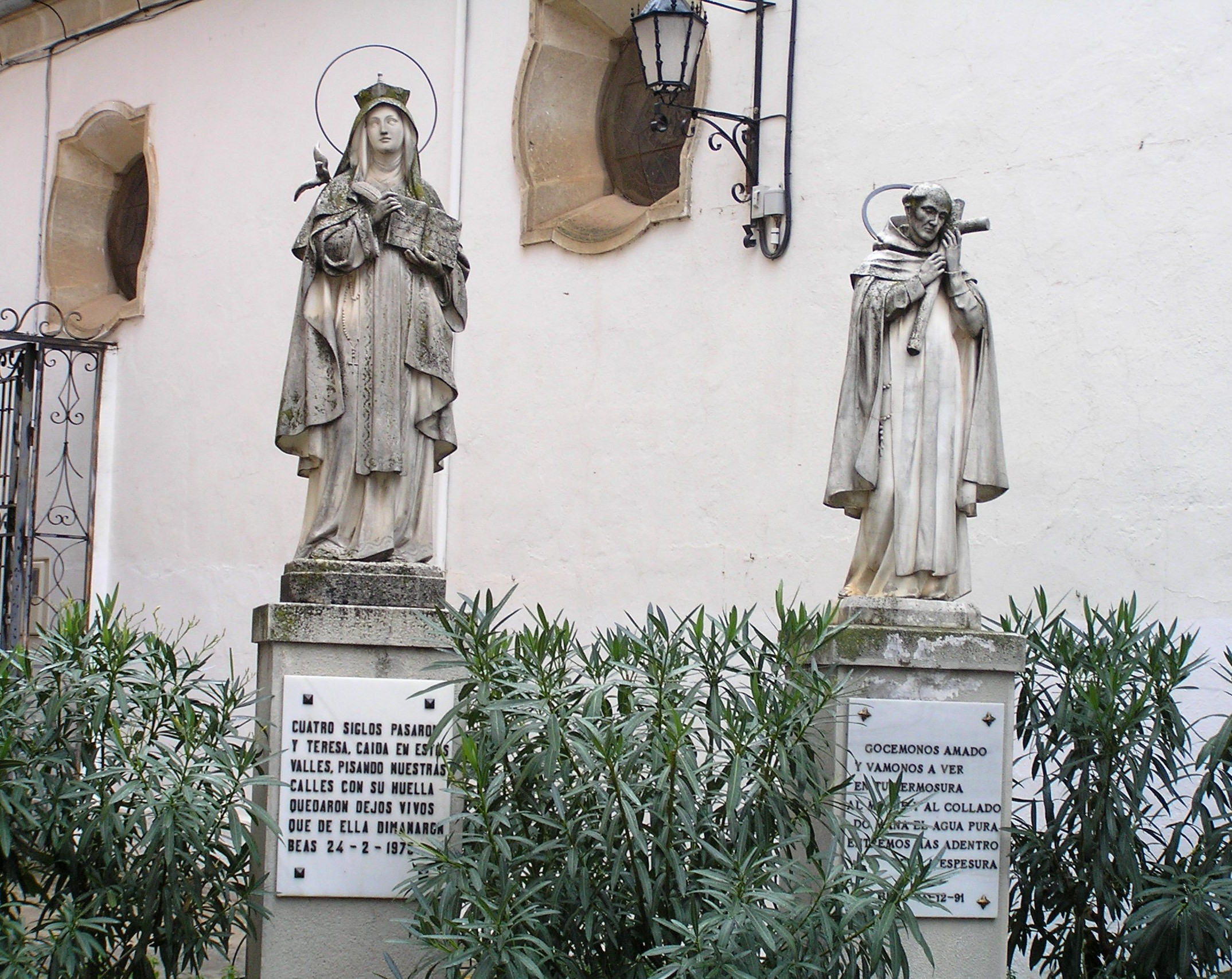
Статуи Иоанна Кресты и Терезы Авильской в Беасе

В 1567 году Иоанн был рукоположен в священники. Впоследствии он стал задумываться о том, чтобы присоединиться к строгому ордену картезианцев, который привлекал его своей практикой уединенного и безмолвного созерцания. Поворотным стало его путешествие из Саламанки в Медину-дель-Кампо, в сентябре 1567 года. В Медине он встретил влиятельную монахиню-кармелитку Терезу Авильскую (в католичестве — Терезу Иисуса). Она остановилась в Медине, чтобы основать второй из своих новых монастырей. Она сразу же стала обсуждать с ним о свои проекты реформирования ордена: она стремилась восстановить чистоту ордена кармелитов, вернувшись к соблюдению его «Примитивного правила» 1209 года, которое было ослаблено папой Евгением IV в 1432 году.
Согласно правилу, большая часть дня и ночи монахи должны проводить в чтении литургии часов, изучении и молитвенном чтении, совершении мессы и периодом уединения. Также, монахи должны были заниматься евангелизацией населения вокруг монастыря. Предполагалось полное воздержание от мяса и продолжительный период поста от праздника Воздвижения Креста Господня (14 сентября) до Пасхи. Также, монахам предписывалось молчание, между повечерием и праймом. Устанавливались более простой и грубый образ жизни. В правиле был также запрет на ношение закрытой обуви (также ранее смягченный в 1432 году). Этот особый обряд отличал последователей Терезы от традиционных кармелитов, которые были известны как «босоногие», что отличает их от нереформированных монахов и монахинь.
Тереза призвала Иоанна отложить его вступление в орден картезианцев и следовать за ней. Проведя последний год обучения в Саламанке, в августе 1568 года Иоанн вместе с Терезой отправился из Медины в Вальядолид, где Тереза намеревалась основать следующий монастырь. Побывав на в Вальядолиде и узнав больше о новой форме жизни кармелитов, в октябре 1568 года Иоанн покинул Вальядолид в сопровождении брата Антонио де Хесуса де Эредиа, чтобы основать новый монастырь для монахов-кармелитов, которые бы следовали принципам Терезы. Им был предоставлен заброшенный дом в Дуруэло, подаренный Терезе. 28 ноября 1568 г. там был основан монастырь, и в тот же день Иоанн изменил свое имя на «Иоанн Креста».
Вскоре после этого, в июне 1570 года, монахи обнаружили, что дом в Дуруэло слишком мал, и переехали в соседний город Мансера-де-Абахо, на полпути между Авилой и Саламанкой. В октябре 1570 года Иоанн покинул общину, чтобы основать новую общину в Пастране, а затем еще одну общину в Алькала-де-Энарес, которая стала домом академической подготовки монахов. В 1572 году по приглашению Терезы он прибыл в Авилу. В 1571 году она была назначена настоятелем монастыря Воплощения. Иоанн стал духовным наставником и исповедником Терезы и других 130 монахинь, а также большого количества мирян в городе. В 1574 году Иоанн сопровождал Терезу в основании новой общины в Сеговии, вернувшись в Авилу, пробыв в поездке неделю. Не считая этой поездки, Иоанн, непрерывно оставался в Авиле с 1572 по 1577 годами.

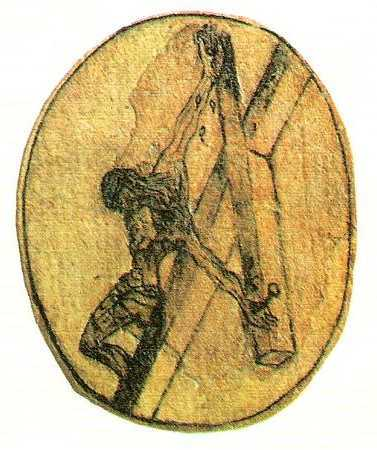
Рисунок распятия Иоанна Креста

Где-то между 1574 и 1577 годами, во время молитвы на чердаке с видом на святилище в монастыре Воплощения в Авиле, Иоанну было видение распятого Христа, которое привело его к созданию рисунка распятого Христа «сверху». В 1641 году этот рисунок был помещен в небольшую монстрацию и хранился в Авиле. Этот же рисунок вдохновил художника Сальвадора Дали на работу 1951 года «Христос Святого Иоанна Креста».

### Напряженность среди кармелитов
В 1575—1577 годах среди испанских монахов-кармелитов резко возросла напряженность по поводу реформ Терезы и Иоанна. С 1566 года за реформой начали наблюдение канонические гости из ордена доминиканцев, один из которых был назначен в Кастилию, а второй — в Андалусию. Посетители обладали значительными полномочиями: они могли перемещать членов общин из одного дома в другой или из одной провинции в другую. Они могли помогать религиозным настоятелям в исполнении их служебных обязанностей и могли перемещать начальников между орденами доминиканцев и кармелитов. В Кастилии гостем был Педро Фернандес, который предусмотрительно уравновесил интересы босых кармелитов с интересами монахинь и монахов, не желавших реформ.
В Андалусии на юге гостем был Франсиско Варгас, и из-за его явного предпочтения босоногих монахов среди кармелитов начало нарастать напряжёние. Варгас попросил их начать распространять новый обычай в разных городах, вопреки прямому приказу генерального настоятеля кармелитов ограничить распространение в Андалусии. В результате в мае 1576 года в Пьяченце в Италии был созван Генеральный капитул ордена кармелитов из опасения, что события в Испании выходят из-под контроля. Он завершился приказом о полной ликвидации монастырей босоногих монахов.
Эта мера не была применена немедленно. Король Испании Филипп II поддержал реформы Терезы и поэтому не сразу захотел предоставить необходимое разрешение для исполнения постановления. Босые монахи также нашли поддержку со стороны папского нунция в Испании Николо Ормането, епископа Падуи, который все еще имел высшую власть посещать и реформировать религиозные ордена. Когда босые монахи попросили вмешаться, нунций Ормането заменил Варгаса на Жеронимо Грасиана, священника из университета Алькалы, который сам был из босых кармелитов. Защита нунция на время помогла Иоанну избежать проблем. В январе 1576 года Иоанн был задержан в Медине-дель-Кампо традиционными монахами-кармелитами, но благодаря вмешательству нунция вскоре был освобожден. Когда Ормането умер 18 июня 1577 года, Иоанн остался без защиты, и монахи, выступавшие против его реформ, взяли верх.

### Тюремное заключение, пытки и смерть

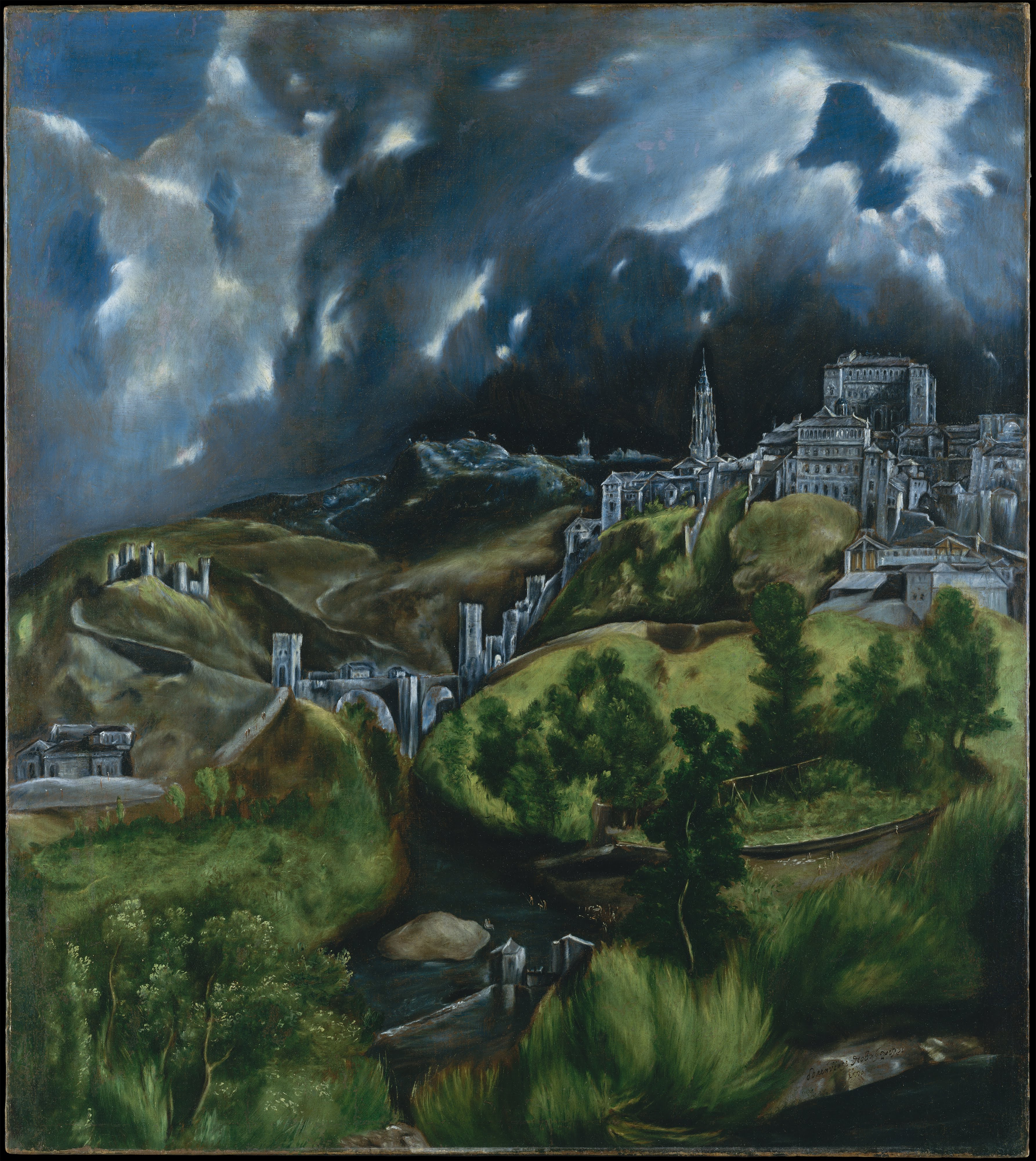
Пейзаж Толедо, созданный Эль Греко, изображает монастырь, в котором был пленником Иоанн, прямо под старым Толедским алькасаром (замком), расположенный на берегу Тахо на высоких скалах.

Ночью 2 декабря 1577 года группа кармелитов, выступавших против реформы, ворвалась в жилище Иоанна в Авиле и взяла его в плен. Иоанн получил приказ руководства ордена, выступившего против реформы, покинуть Авилу и вернуться в свой прежний монастырь. Иоанн отказался на том основании, что его реформаторская работа была одобрена папским нунцием в Испании, более высоким авторитетом, чем это руководство. Кармелиты взяли Иоанна в плен. Иоанна забрали из Авилы в монастырь кармелитов в Толедо, в то время главный монастырь ордена в Кастилии, с общиной из 40 монахов.
Иоанн предстал перед судом монахов и был обвинён в неповиновении таинствам Пьяченцы. Несмотря на его аргументы в пользу того, что он не нарушил постановления, он был приговорен к тюремному заключению. Он был заключен в тюрьму в монастыре, где содержался в суровых условиях, которые включали ежедневные публичные избиения перед обществом, и полную изоляцию в крошечной душной камере размером всего 10 футов на 6 футов. За исключением тех случаев, когда ему изредка разрешали использовать масляную лампу, ему приходилось стоять на скамейке и читать свой бревиарий при свете, проходившем через дыру в соседнюю комнату. У него не было смены одежды, а едой служила покаянная диета из воды, хлеба и остатков соленой рыбы. Во время своего заключения он написал большую часть своего самого известного стихотворения «Духовная песнь», а также несколько более коротких стихотворений. Бумагу ему передавал монах, охранявший его келью. Восемь месяцев спустя, 15 августа 1578 года, ему удалось бежать через маленькое окно в комнате, примыкающей к его камере (ранее в тот день ему удалось открыть двери камеры).
После того, как его лечили сначала монахини Терезы в Толедо, а затем в течение шести недель в больнице Санта-Крус, Иоанн продолжил реформы. В октябре 1578 года он присоединился к общине сторонников реформ в Альмодовар-дель-Кампо, более известных как босые кармелиты. Там, отчасти из-за противодействия, с которым они столкнулись со стороны других кармелитов, они решили потребовать у папы формального отделения от остальной части ордена кармелитов.
На этом собрании Иоанн был назначен настоятелем Эль Кальварио, изолированного в горах монастыря примерно в 6 милях от Беаса в Андалусии, в котором проживало около тридцати монахов. В это время он подружился с монахиней Анной де Лобера, старшей из босых монахинь в Беасе, посещая город каждую субботу. Находясь в Эль-Кальварио, он написал первую версию своего комментария к своей поэме «Духовная песнь», возможно, по просьбе монахинь в Беасе.
В 1579 году он переехал в Баэсу, город с населением около 50 000 человек, чтобы стать ректором нового колледжа для босых монахов в Андалусии, Колледжа Сан-Базилио. Колледж открылся 13 июня 1579 года. Он оставался на этом посту до 1582 года, проводя большую часть своего времени в качестве духовного наставника для монахов и горожан.
1580 год стал важным годом в разрешении споров между кармелитами. 22 июня папа Григорий XIII подписал указ, озаглавленный «Пиа Рассмотрение», который санкционировал разделение старых и вновь реформированных «босых» кармелитов. Наблюдать за принятием решения был назначен доминиканский монах Хуан Веласкес де лас Куэвас. На первом Генеральном капитуле босых кармелитов в Алькала-де-Энарес 3 марта 1581 года Иоанн Креста был избран одним из «определяющих» общины и написал для них конституцию. Ко времени проведения капитула провинции в Алькале в 1581 году насчитывалось 22 монастыря, около 300 монахов и 200 монахинь среди босых кармелитов.

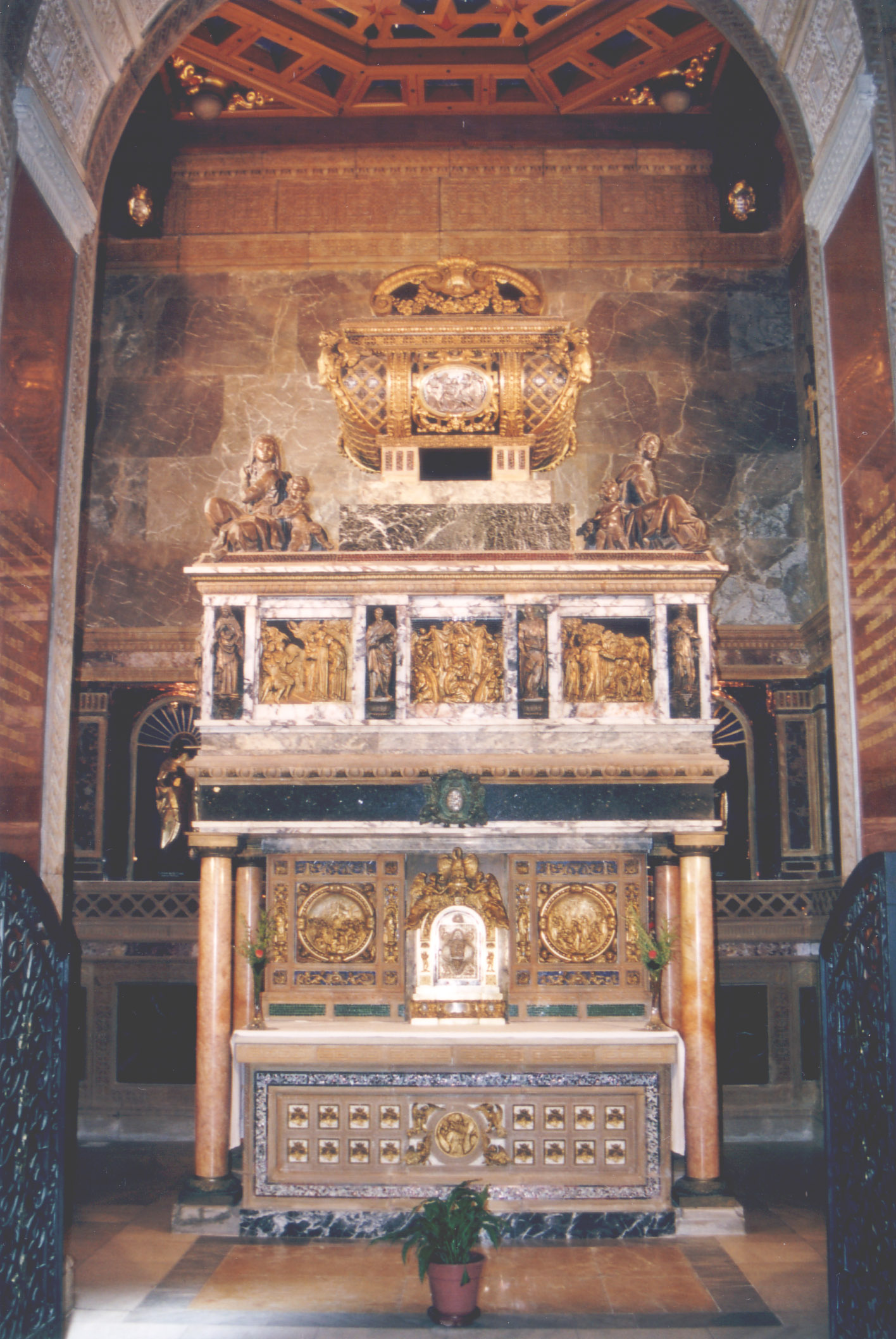
Храм и реликварий святого Иоанна Креста, монастырь кармелитов, Сеговия

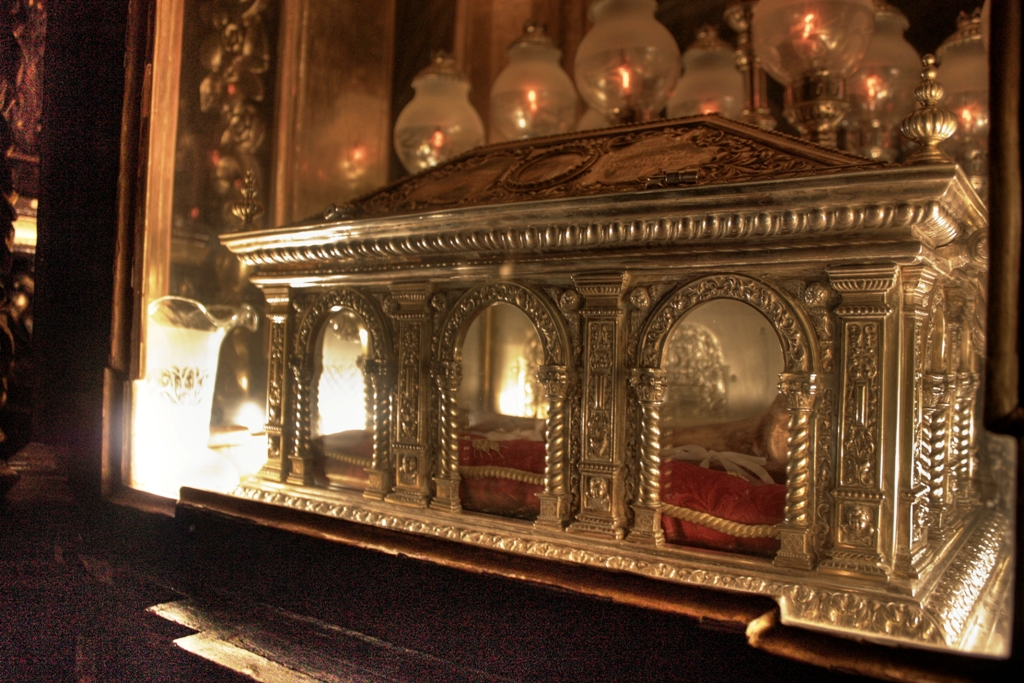
Реликварий Иоанна Креста в Убеда, Испания

В ноябре 1581 года Тереза послала Иоанна помочь Анне де Лобера основать монастырь в Гранаде. Приехав в январе 1582 г., она основала женский монастырь, а Иоанн остался в монастыре Лос-Мартирес, недалеко от Альгамбры, став его настоятелем в марте 1582 г. Находясь там, он узнал о смерти Терезы в октябре того же года.
В феврале 1585 года Иоанн отправился в Малагу, где основал монастырь для босых монахинь. В мае 1585 года в Генеральном капитуле босых кармелитов в Лиссабоне Иоанн был избран викарием провинции Андалусия, что потребовало от него частых поездок, ежегодных посещений домов монахов и монахинь в Андалусии. За это время он основал семь новых монастырей в этом регионе, пройдя, оценочно, около 25 000 км.
В июне 1588 года он был избран третьим советником генерального викария по делам босых кармелитов, отца Николаса Дориа. Для выполнения этой роли ему пришлось вернуться в Сеговию в Кастилии, где он также взял на себя роль настоятеля монастыря. После несогласия в 1590—1591 годах с некоторыми изменениями Дориа в руководстве орденом босых кармелитов, Иоанн был снят со своего поста в Сеговии и отправлен Дорией в июне 1591 года в изолированный монастырь в Андалусии под названием Ла Пенуэл. Там он заболел и отправился лечиться в монастырь в Убеде. Однако его состояние ухудшилось, и он умер там от рожи 14 декабря 1591 года.

## Почитание
На следующее утро после смерти Иоанна огромное количество горожан в Убеде вошло в монастырь, чтобы увидеть его тело; в суматохе многие смогли забрать домой частички его одежды. Первоначально он был похоронен в Убеде, но по просьбе монастыря в Сеговии его тело было тайно перевезено туда в 1593 году. Однако жители Убеды, недовольные этим изменением, послали своего представителя к папе с просьбой перенести тело обратно в исходное место упокоения. Папа Климент VIII, впечатленный петицией, 15 октября 1596 года издал записку, в которой приказал вернуть тело в Убеду. В конце концов, в результате компромисса, настоятели босых кармелитов решили, что монастырь в Убеде получит одну ногу и одну руку трупа из Сеговии (в 1593 году монастырь в Убеде имел уже только одну ногу, а другая рука была удалена, поскольку труп прошел через Мадрид в 1593 году, чтобы создать там реликвию). Рука и нога остаются видимыми в реликварии молельни Сан-Хуан-де-ла-Крус в Убеде, монастыре, построенном в 1627 году, но связанном с первоначальным монастырем босых в городе, основанном в 1587 году.
Голова и туловище были сохранены монастырем в Сеговии. Они почитались до 1647 года, когда по приказу Рима, призванному предотвратить поклонение останкам без официального разрешения, они были закопаны в землю. В 1930-х годах они были извлечены из кладбища и теперь находятся в боковой часовне в мраморном ящике над особым алтарем.
Процессы беатификации Иоанна начались между 1614 и 1616 годами. В конце концов он был беатифицирован в 1675 году Папой Климентом X и был канонизирован Бенедиктом XIII в 1726 году. Когда его праздник был добавлен в Общий римский календарь в 1738 году, он был назначен на 24 ноября, так как дата его смерти была задержана существовавшей тогда октавой праздника Непорочного зачатия. Это препятствие было устранено в 1955 году, а в 1969 году папа Павел VI перенес его на dies natalis (день рождения на небесах) Иоанна 14 декабря. Этот день отмечается также и англиканской церковью, где его вспоминают как «Учителя веры». В 1926 году он был объявлен Учителем Церкви папой Пием XI после окончательной консультации с Реджинальдом Гарригу-Лагранжем, профессором философии и теологии Папского университета святого Фомы Аквинского, Ангеликум в Риме.

## Литературные работы

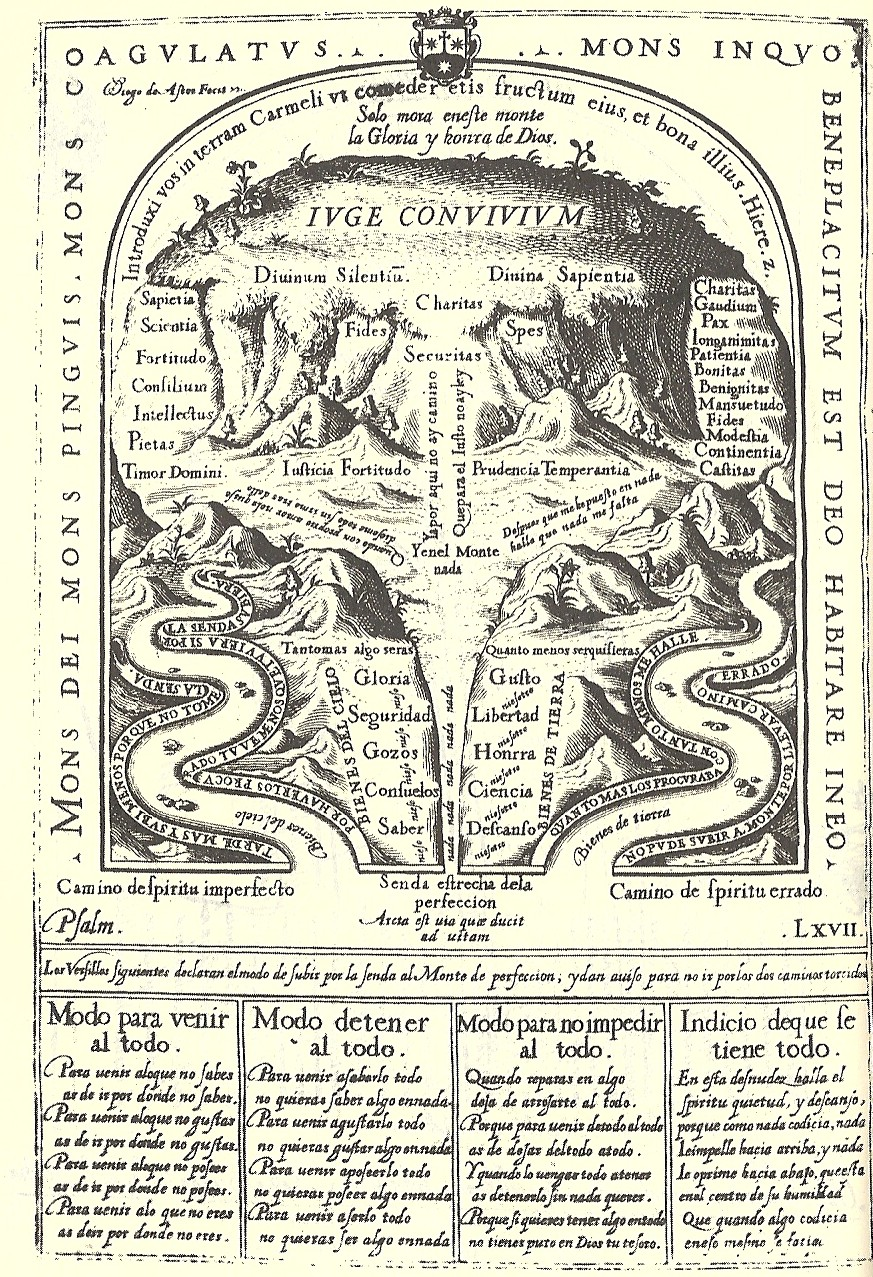
Восхождение на гору Кармил, первое издание 1618 года Диего де Астора.

Иоанн Креста считается одним из выдающихся испанских поэтов. Хотя его полные стихотворения составляют менее 2500 стихов, два из них, «Духовная песнь» и "Тёмная ночь души", общепризнаны шедеврами испанской поэзии как из-за их формального стиля, так и из-за их богатого символизма и образов. Его богословские труды часто представляют собой комментарии к стихотворениям. Все произведения написаны между 1578 годом и его смертью в 1591 году.
«Духовная песнь» — это эклога, в котором невеста, олицетворяющая душу, ищет жениха, олицетворяющего Иисуса Христа, и беспокоится о том, что потеряла его. Оба переполнены радостью после воссоединения. Его можно рассматривать как свободную испанскую версию Песни Песней в то время, когда местные переводы Библии были запрещены. Первая 31 строфа стихотворения была написана в 1578 году, когда Иоанн находился в заключении в Толедо. После его побега монахини Беаса прочитали его, сделав копии строф. В последующие годы Иоанн добавил еще несколько строк. Сегодня существует две версии: одна с 39 строфами и одна с 40, где некоторые строфы упорядочены по-разному. Первая редакция комментария к поэме была написана в 1584 году по просьбе Мадре Анны де Лобера, когда она была настоятелем босых монахинь-кармелиток в Гранаде. Второе издание, содержащее более подробную информацию, было написано в 1585—1586 годах.
«Тёмная ночь», от которой произошло название «Тёмная ночь души», повествует о путешествии души от её телесного дома к союзу с Богом. Это происходит во время «темноты», которая представляет собой невзгоды и трудности, с которыми приходится сталкиваться в отрыве от мира и достижении света соединения с Создателем. В состоянии тьмы есть несколько шагов, которые описаны в последовательных строфах. Основная идея стихотворения — болезненный опыт, необходимый для достижения духовной зрелости и единения с Богом. Поэма, вероятно, была написана в 1578 или 1579 году. В 1584—1585 годах Иоанн написал комментарий к первым двум строфам и к первой строке третьей строфы.
«Восхождение на гору Кармил» — это более систематическое исследование аскетических усилий души, ищущей совершенного соединения с Богом, и мистических событий, встречающихся на этом пути. Хотя он начинается как комментарий к «Тёмной ночи», после первых двух строф стихотворения он быстро превращается в полный трактат. Он был составлен где-то между 1581 и 1585 годами.
Произведение из четырёх строф «Живое пламя любви» описывает большую близость с Богом, когда душа откликается на Его любовь. Он был написан в первой версии в Гранаде между 1585—1586 годами, по-видимому, за две недели, и в почти идентичной второй версии в Ла-Пеньуэле в 1591 году.
Они вместе с его Dichos de Luz y Amor или «Изречениями света и любви» вместе с собственными сочинениями Терезы являются наиболее важными мистическими произведениями на испанском языке, оказавшими глубокое влияние на более поздних духовных писателей по всему миру. Среди них: Т. С. Элиот, Тереза де Лизьё, Эдит Штайн (Тереза Бенедикта Креста) и Томас Мертон. Говорят, что Иоанн также оказал влияние на некоторых философов (Жак Маритен), теологов (Ханс Урс фон Бальтазар), пацифистов (Дороти Дэй, Даниэль Берриган и Филип Берриган) и художников (Сальвадор Дали). Папа Иоанн Павел II написал свою богословскую диссертацию по мистическому богословию Иоанна Креста.

## Издания работ
Его сочинения были впервые опубликованы в 1618 году Диего де Салабланкой. Числовое деление в произведениях, которое до сих пор используется в современных редакциях текста, было также введено Салабланкой (их не было в оригинальных произведениях Иоанна), чтобы помочь читателю сделать работу более понятной. Однако это издание не содержит «Духовную песнь», а также опускает или изменяет некоторые отрывки, возможно, из-за страха подвергнуться суду Инквизиции.
«Духовная песнь» впервые была включена в издание 1630 года, выпущенное Фраем Херонимо де Сан-Хосе в Мадриде. За этим изданием в значительной степени последовали более поздние редакторы, хотя издания семнадцатого и восемнадцатого веков постепенно включили в себя ещё несколько стихотворений и писем.
Первое французское издание было опубликовано в Париже в 1622 году, а первое кастильское издание — в 1627 году в Брюсселе.
Критическое издание работы Святого Иоанна Креста на английском языке было опубликовано Эллисон Пирс в 1935 году.

## Влияние на творчество Иоанна
Влияние на творчество Иоанна является предметом постоянных дебатов. Широко признано, что в университете Саламанки существовал ряд интеллектуальных позиций. Во времена Иоанна они включали влияние Фомы Аквинского, Скота и Дюранда. Более популярен взгляд, что Иоанн впитал мысли Аквинского.
Однако факт того, что Иоанн обучался как в Кармелитском колледже Сан-Андрес, так и в Университете Саламанки, подвергается сомнению. Бесарес сомневается, изучал ли Иоанн богословие в Университете Саламанки. Бесарес утверждает, что Иоанн прослушал курсы философии, логики, естественной и моральной философии, но фактически отказался от учебы в Саламанке в 1568 году. Это произошло потому, что он присоединился к Терезе, вместо того, чтобы окончить учёбу. В первой биографии Иоанна, опубликованной в 1628 году, на основе информации от сокурсников Иоанна утверждается, что он в 1567 году целенаправленно изучал писателей-мистиков, в частности Псевдо-Дионисия и папу Григория I. Относительно потенциальных влияний во время ранних лет Иоанна единого мнения нет.

### Писание
Очевидно, на Иоанна повлияла Библия. Библейские образы часто встречаются как в его стихах, так и в прозе. Всего в его работах 1583 явных и 115 неявных цитат из Библии. Влияние Песни Песней на «Духовную песнь» Иоанна часто отмечалось как с точки зрения структуры стихотворения, так и с точки зрения содержания, которые представляет собой диалог между двумя влюбленными, описание их трудностей во встрече друг с другом и «закулисный припев», который комментирует происходящее. Также, на это указывают использование в качестве образов гранатов, винного погреба, горлицы и лилий, что перекликается с образами Песни Песней.
Кроме того, иногда можно заметить, что на творчество Иоанна повлияла литургия часов. Это видно, когда Иоанн, хорошо знавший язык и ритуалы Церкви, временами обращается к этому языку и фразам богослужений.

### Псевдо-Дионисий
Редко оспаривается, что общая структура мистического богословия Иоанна и его язык союза души с Богом находятся под влиянием псевдодионисийской традиции. Однако неясно, мог ли Иоанн иметь прямой доступ к трудам Псевдо-Дионисия или это влияние могло быть опосредовано различными более поздними авторами.

### Средневековые мистики
Широко признано, что на Иоанна, повлияли труды других средневековых мистиков, хотя ведутся споры о том, какая именно мысль могла на него повлиять, и о том, как он мог быть подвержен их идеям.
Возможность влияния так называемых «мистиков Рейнской области», таких как Мейстер Экхарт, Иоганн Таулер, Генрих Сузо и Ян Рёйсбрук, также обсуждалась многими авторами.

### Светская испанская поэзия
Существуют также веские аргументы в пользу влияния на Иоанна современной ему испанской литературы. Эта точка зрения была впервые подробно описана Дамасо Алонсо, который считал, что, помимо заимствования из Священного Писания, Иоанн трансформировал в религиозную поэзию нерелигиозные, светские темы, заимствованные из популярных песен (romanceros).

### Влияние ислама
Ещё одна теория происхождения мистических образов Иоанна, которая является достаточно спорной, заключается в том, что на него, могли оказать влияние мусульманские произведения. Впервые эта точка зрения была озвучена Мигелем Асином Паласиосом, а совсем недавно — пуэрто-риканским ученым Люсе Лопес-Баральт. Высказывая идею, что на Иоанна оказали влияние мусульманские произведения, сохранившиеся на полуострове, она прослеживает мусульманские предшественники образов «темной ночи», «одинокой птицы» «Духовной песни», вина и мистического опьянения («Духовное песня»), фонарей огня («Живое пламя»). Однако, заключает Питер Тайлер, «существует достаточно христианских средневековых предшественников для многих метафор, которые использует Иоанн, чтобы предположить, что нам следует искать христианские источники, а не мусульманские». Как указывает Хосе Ньето, пытаясь установить связь между испанским христианским мистицизмом и исламским мистицизмом, было бы разумнее обратиться к общей неоплатонической традиции и мистическому опыту обоих, чем искать прямое влияние.

## Взгляды и наследие
Фундаментальный принцип богословия св. Иоанна состоит в утверждении, что Бог есть все, а человек — ничто. Следовательно, чтобы достичь совершенного соединения с Богом, в чём и состоит святость, необходимо подвергнуть интенсивному и глубокому очищению все способности и силы души и тела.
Произведениями св. Иоанна Креста интересовались русские символисты, в частности, Д. С. Мережковский, написавший книгу о нём. Стихотворения св. Иоанна переводили на русский язык Анатолий Гелескул, Борис Дубин, Валерий Перелешин.
Основываясь на экстатических видениях святого, Сальвадор Дали написал в 1950—1952 годах картину «Христос Святого Иоанна Креста»
Музыку на стихи Св. Иоанна писали Федерико Момпоу, Гоффредо Петрасси, Кармело Бернаола, Хендрик Андриссен, Мишель Реверди, Лорина Маккеннитт.